# La Gripperie-Saint-Symphorien

La Gripperie-Saint-Symphorien este o comună în departamentul Charente-Maritime, Franța. În 1 ianuarie 2022 avea o populație de 598 de locuitori.